# Kluska, Kefir i Tutejszy
Kluska, Kefir i Tutejszy – powieść fantastyczno-przygodowa dla młodzieży Jerzego Broszkiewicza z 1967 roku. 

## Fabuła
Dwunastoletnia dziewczynka (Kluska) i trzynastoletni chłopak (Kefir) spędzają wakacje nad morzem. Tam, na wydmach, wchodzą w mgłę i przenoszą się czasie lądując w bocianim gnieździe siedemnastowiecznej pirackiej fregaty. Po przygodach wśród piratów przenoszą się balonem przez morza i czasy do współczesnej Ameryki, gdzie poznają miliardera Johna Donalda Gooffy, któremu pomagają w walce z gangiem Pięciokątów...

### Bohaterowie
- Kluska – lubi kluski (bo chce utyć), matematykę i przygody. Lubi też Kefira.
- Kefir – lubi Kluskę, ale nie lubi przygód.
- Tutejszy – wesoły, piegowaty rudzielec. Wszędzie jest „tutejszy”.
- Pacułka – mówiący ludzkim głosem kot poeta.
- John Donald Gooffy – miliarder, spadkobierca ogromnej fortuny, którą chcą przejąć gangsterzy...

## Wydania
Powieść miała dwa wydania (1967 i 1973).

## Odbiór
Wyróżniona na IV Premio Europeo Città di Caorle w 1968.
Teresa Brzeska-Smerek określiła ta powieść jako "pełną fantazji i humoru grę z konwencjami literackimi". Pozytywnie o książce wyraził się też Stanisław Frycie, pisząc, że jest to "udana parodia utworów awanturnicznych".

## Analiza
Krystyna Kuliczkowska zwróciła uwagę, że książka zawiera oryginalny styl - autor bierze aktywny udział w narracji; bohaterowie powieści prowadzą z nim dyskusje i zdają sobie sprawę z tego, że są postaciami fikcyjnymi (patrz czwarta ściana). Według Kuliczkowskiej, powieść zawiera liczne aluzje literackie jak i do czasów współczesnych i jest "metaforą mówiąca o problemach współczesności w fantastycznym kostiumie".
Antoni Smuszkiewicz zaważył, że powieść ma na calu wyjaśnienie młodym czytelnikom, czym jest fikcja literacka, W powieści występuje też narracja auktorialna (treść adresowana bezpośrednio do czytelnika). Przez niektórych krytyków i pedagogów pozycja była uznana za "trudną" ("awangardową")..